# 阿索帕爾多河

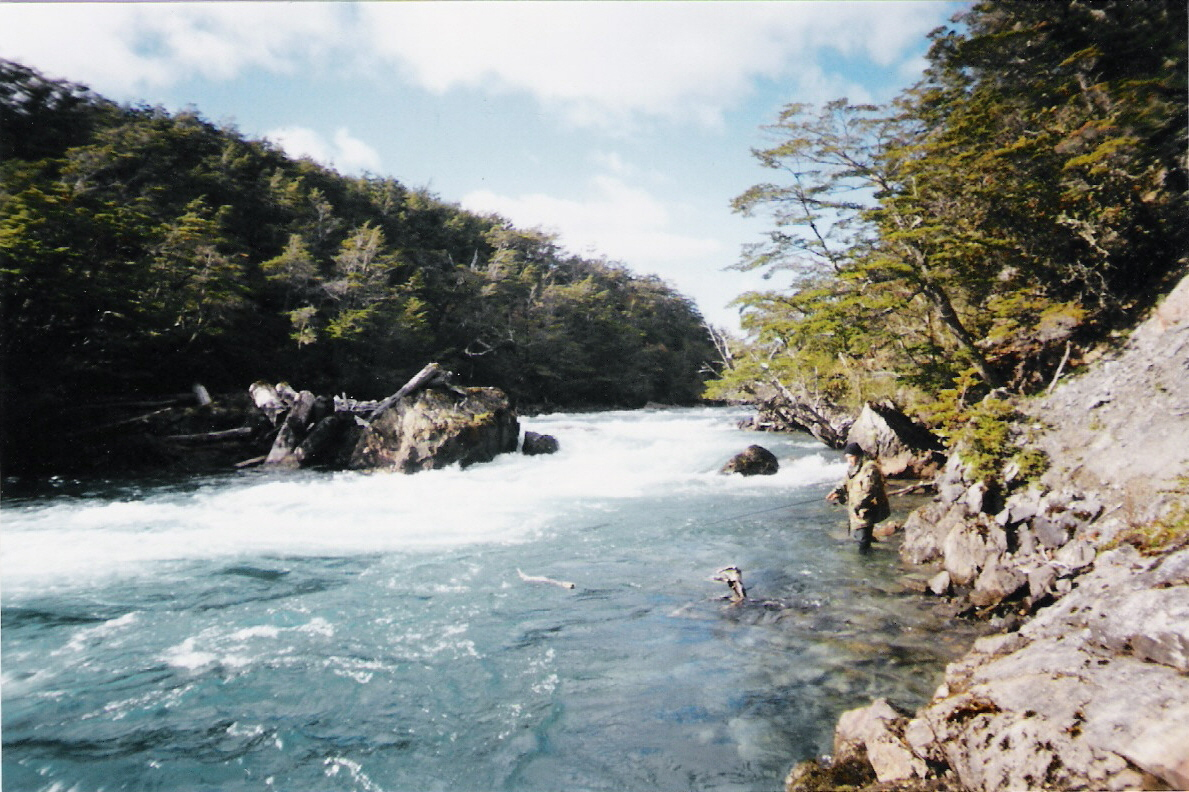
阿索帕爾多河

阿索帕爾多河（西班牙語：Río Azopardo）是智利的河流，位於大火地島，由麥哲倫-智利南極大區負責管轄，河道全長11公里，發源自法尼亞諾湖，最終注入麥哲倫海峽。